# Nothura maculosa
Nothura maculosa là một loài chim trong họ Tinamidae.
Con chim này có nguồn gốc từ các sinh cảnh cỏ ở phía đông và nam Braxin, Paraguay, Uruguay, và phía đông và bắc Argentina.